# Villaggio del Pescatore
Villaggio del Pescatore is een plaats (frazione) in de Italiaanse gemeente Duino-Aurisina.